# Thư của Giacôbê
Thư tín Gia-cơ là một sách trong Thánh Kinh Tân Ứớc.

## Tác giả
Tác giả tự nhận mình là Gia-cơ (1:1). Trong Thánh Kinh Tân Ứớc, có bốn nhân vật mang tên Gia-cơ.
Người thứ nhất mang tên Gia-cơ là Sứ đồ Gia-cơ, con trai của Xê-bê-đê (Mác 1:19). Tuy nhiên, tác giả không thể là Sứ đồ Gia-cơ bởi vì Sứ đồ Gia-cơ đã chết quá sớm vào khoảng năm 44 S.C.  Ông không thể là người viết bức thư này.
Người thứ hai mang tên Gia-cơ, chính là em trai của Jesus. Gia-cơ có lẽ là người em lớn nhất, vì ông đứng đầu trong danh sách được Sứ đồ Ma-thi-ơ ghi lại trong Ma-thi-ơ 13:55.
Lúc Jesus mới thi hành chức vụ, Gia-cơ đã không tin Jesus, có thể ông đã hiểu lầm chức vụ của Jesus (Giăng 7:2-5).  Sau đó, Gia-cơ tin nhận Chúa.  Ông là một người trong số rất ít người chọn lọc, đã được Jesus xuất hiện cho gặp sau khi Ngài sống lại (I Cô-rinh-tô 15:7).
Sau khi Jesus thăng thiên, cùng với Sứ đồ Phi-e-rơ, Gia-cơ trở thành một nhà lãnh đạo Hội Thánh. Khi Phi-e-rơ được cứu khỏi tù, ông đã bảo các môn đồ hãy báo tin ấy cho Gia-cơ (Công Vụ 12:17).  Hành động của Phi-e-rơ xác nhận Gia-cơ là một lãnh đạo của Hội Thánh.
Sứ đồ Phao-lô thuật lại rằng sau khi ăn năn quy đạo, lần đầu tiên Phao-lô đến Giê-ru-sa-lem, Phao-lô đã gặp Gia-cơ, em của Jesus (Ga-la-ti 1:19).  Sứ đồ Phao-lô đã gọi Gia-cơ là một "cột trụ" của Hội Thánh (Ga-la-ti 2:9).
Vai trò lãnh đạo Hội Thánh của Gia-cơ được khẳng định vì ông là người đã chủ tọa Giáo hội Nghị tại Giê-ru-sa-lem (Công Vụ 15:1-41).  Gia-cơ cũng là người phát biểu sau cùng đưa ra quyết định tại Giáo hội Nghị này (Công Vụ 15:13-21).
Lần sau cùng đến Giê-ru-sa-lem, Sứ đồ Phao-lô cũng đã đến thăm "Gia-cơ và tất cả các vị trưởng lão" (Công Vụ 21:18).
Với vai trò lãnh đạo Hội Thánh, Gia-cơ được nhiều người biết đến.  Giu-đe, tác giả thư Giu-đe, tự nhận rất đơn giản rằng ông là "em Gia-cơ" (Giu-đe 1:1); và các tín hữu trong Hội Thánh đầu tiên đã biết Giu-đe là ai.
Gia-cơ được Kinh Thánh xác định rõ là em của Đức Jesus; tuy nhiên, cả Gia-cơ lẫn Giu-đe, cả hai người chỉ tự nhận mình là "đầy tớ của Đức Jesus" (Gia-cơ 1:1; Giu-đe 1:1).
Có hai người khác nữa trong Tân Ước mang cũng mang tên Gia-cơ.  Người thứ nhất là Gia-cơ, con trai A-phê (Ma-thi-ơ 10:3; Mác 3:18; Lu-ca 6:15; Công Vụ 1:13).  Người thứ hai là Gia-cơ, được ghi lại trong Mác 15:40.  Tuy nhiên, cả hai nhân vật này không có tác phong, hoặc ảnh hưởng, mà Gia-cơ, tác giả thư tín này đã có.

## Bố cục
I. Lời chào thăm (1:1)
II. Thử thách và cám dỗ (1:2-18)
1. Đức tin trong thử thách (1:2-12)
2. Nguồn gốc của sự cám dỗ (1:13-18)

III. Nghe và làm (1:19-27)
IV. Đừng thiên vị (2:1-13)
V. Đức tin và việc làm (2:14-16)
VI. Chế phục cái lưỡi (3:1-12)
VII. Hai thứ khôn ngoan (3:13-18)
VIII. Cảnh cáo nếp sống thế tục (4:1-17)
1. Tranh cạnh bất hoà (4:1-3)
2. Bất trung thuộc linh (4:4)
3. Kiêu ngạo (4:5-10)
4. Nói hành (4:11-12)
5. Khoe khoang (4:13-17)
6. Giàu có bạo quyền (5:1-6)

IX. Những lời răn bảo khác (5:7-20)
1. Kiên trì nhẫn nhục lúc chịu khổ (5:7-11)
2. Vấn đề thề thốt (5:12)
3. Cầu nguyện bởi đức tin (5:13-18)
4. Những người sai lạc chân lý (5:19-20)